# Tir la Jocurile Olimpice 2016 - Trap (feminin)
Proba de trap feminin de la Jocurile Olimpice 2016 a avut loc la 7 august 2016 la Centrul Național de Tir.

## Formatul competiției
Evenimentul a constat din două runde: una de calificare și finala. În calificări, fiecare sportivă a tras 3 seturi a 25 de ținte, 10 ținte au fost aruncate spre stânga, 10 spre dreapta și 5 în față în fiecare set. Sportivele au putut  trage cât 2 focuri spre fiecare țintă
Primele 6 sportive din runda de calificare au ajuns în semifinală. Acolo, fiecare sportivă a avut 15 trageri, câte un foc spre fiecare țintă. Primele 2 sportive din semifinală s-au calificat în finală, iar cele de pe locurile 3 și 4 au luptat pentru medalia de bronz. Rundele finale au constat din 15 trageri suplimentare. 
În caz de egalitate s-au folosit trageri suplimentare câte una pentru fiecare sportivă până când nu s-a mai păstrat egalitatea. 

## Recorduri
Înainte de această competiție, recordurile mondiale și olimpice erau următoarele.
| Recorduri în runda de calificare | Recorduri în runda de calificare | Recorduri în runda de calificare | Recorduri în runda de calificare       | Recorduri în runda de calificare |
| -------------------------------- | -------------------------------- | -------------------------------- | -------------------------------------- | -------------------------------- |
| Recordul mondial                 | Jessica Rossi                    | 72                               | Londra, Marea Britanie Granada, Spania | 4 august 2012 5 iulie 2013       |
| Recordul olimpic                 | Jessica Rossi                    | 75                               | Londra, Marea Britanie                 | 4 august 2012                    |

## Runda de calificare
| Loc | Sportiva            | Țara           | 1  | 2  | 3  | Shoot-off | Total | Note |
| --- | ------------------- | -------------- | -- | -- | -- | --------- | ----- | ---- |
| 1   | Laetisha Scanlan    | Australia      | 22 | 25 | 23 |           | 70    | C    |
| 2   | Jessica Rossi       | Italia         | 24 | 21 | 24 |           | 69    | C    |
| 3   | Fátima Gálvez       | Spania         | 24 | 22 | 23 |           | 69    | C    |
| 4   | Natalie Rooney      | Noua Zeelandă  | 24 | 23 | 21 |           | 68    | C    |
| 5   | Corey Cogdell       | SUA            | 22 | 23 | 22 |           | 68    | C    |
| 6   | Catherine Skinner   | Australia      | 22 | 21 | 24 | +2        | 67    | C    |
| 7   | Cynthia Meyer       | Canada         | 21 | 23 | 23 | +1        | 67    |      |
| 8   | Mariya Dmitriyenko  | Kazahstan      | 24 | 20 | 22 |           | 66    |      |
| 9   | Gaby Ahrens         | Namibia        | 23 | 22 | 21 |           | 66    |      |
| 10  | Satu Mäkelä-Nummela | Finlanda       | 22 | 24 | 20 |           | 66    |      |
| 11  | Ekaterina Rabaya    | Rusia          | 22 | 20 | 23 |           | 65    |      |
| 12  | Pak Yong-hui        | Coreea de Nord | 23 | 20 | 22 |           | 65    |      |
| 13  | Arianna Perilli     | San Marino     | 21 | 23 | 21 |           | 65    |      |
| 14  | Ray Bassil          | Liban          | 23 | 22 | 20 |           | 65    |      |
| 15  | Chen Fang           | China          | 23 | 21 | 20 |           | 64    |      |
| 16  | Alessandra Perilli  | San Marino     | 22 | 22 | 19 |           | 63    |      |
| 17  | Lin Yi-chun         | Taipei         | 22 | 20 | 20 |           | 62    |      |
| 18  | Tatiana Barsuk      | Rusia          | 21 | 22 | 19 |           | 62    |      |
| 19  | Jana Beckmann       | Germania       | 20 | 20 | 21 |           | 61    |      |
| 20  | Yukie Nakayama      | Japonia        | 19 | 22 | 20 |           | 61    |      |
| 21  | Janice Teixeira     | Brazilia       | 22 | 21 | 17 |           | 60    |      |

## Semifinala
| Loc | Sportiva          | Țara          | Total | Shoot-off | Calificare pentru              |
| --- | ----------------- | ------------- | ----- | --------- | ------------------------------ |
| 1   | Catherine Skinner | Australia     | 14    |           | meciul pentru medalia de aur   |
| 2   | Natalie Rooney    | Noua Zeelandă | 13    | +1        | meciul pentru medalia de aur   |
| 3   | Corey Cogdell     | SUA           | 13    | +0        | meciul pentru medalia de bronz |
| 4   | Fátima Gálvez     | Spania        | 12    |           | Bronze Medal Match             |
| 5   | Laetisha Scanlan  | Australia     | 10    |           |                                |
| 6   | Jessica Rossi     | Italia        | 10    |           |                                |

## Finale (meciurile pentru medalii)
| Loc | Sportiva          | Țara          | Total | Shoot-off | Note |
| --- | ----------------- | ------------- | ----- | --------- | ---- |
| 1   | Catherine Skinner | Australia     | 12    |           |      |
| 2   | Natalie Rooney    | Noua Zeelandă | 11    |           |      |
| 3   | Corey Cogdell     | SUA           | 13    | +1        |      |
| 4   | Fátima Gálvez     | Spania        | 13    | +0        |      |